# Bulbophyllum cochlia
Bulbophyllum cochlia är en orkidéart som beskrevs av Garay, Hamer och Emily Steffan Siegerist. Bulbophyllum cochlia ingår i släktet Bulbophyllum och familjen orkidéer.
Artens utbredningsområde är Java. Inga underarter finns listade i Catalogue of Life.